# Шпагат (нить)

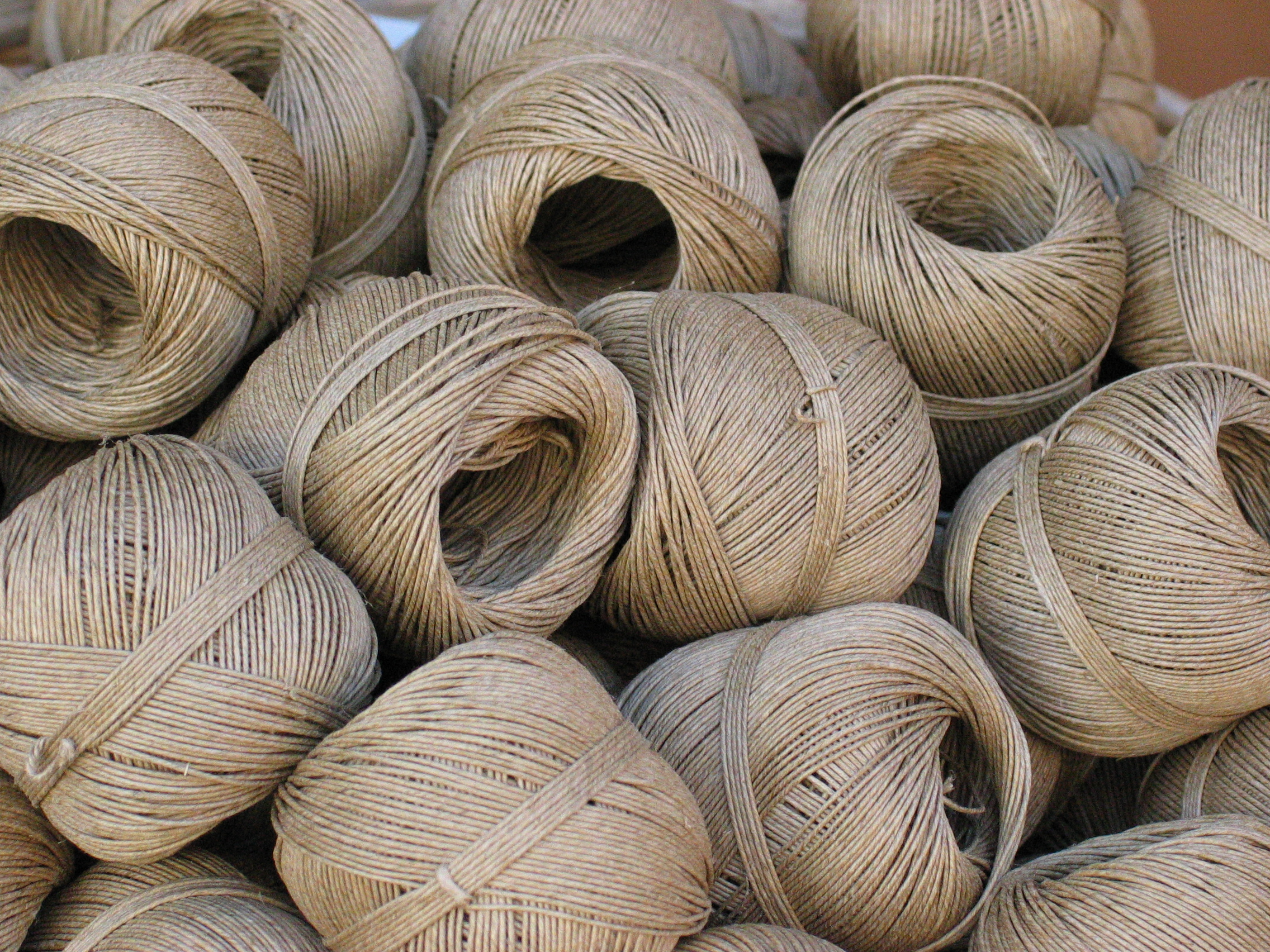
Шпагат в мотках

Шпага́т (бечёвка) (нем. Sраgаt, от итал. spaghetto — «тонкая бечёвка», ср. спагетти) — тонкая прочная нить для упаковки, сшивания и тому подобных целей, изготавливаемая скручиванием бумаги, лубяных волокон, химических волокон или нитей, а также их сочетаний.
Для изготовления шпагата из лубяных волокон применяют: пеньковое, короткое льняное волокно, кенафное, джутовое или смеси этих волокон. Из химических нитей применяют: полипропиленовые, капроновые, полиэфирные и вискозные нити. Бумажный шпагат изготавливают путём скручивания одной, двух или трёх лент крафт-бумаги.
По структуре шпагат бывает однониточным и многониточным. Многониточный шпагат изготавливают скручиванием нескольких нитей или пряж в направлении, противоположном направлению крутки исходной нити или пряжи. При изготовлении шпагата из полипропиленовых нитей допускается исходную нить не скручивать.